# Wartmannstetten
Wartmannstetten osztrák mezőváros Alsó-Ausztria Neunkircheni járásában. 2019 januárjában 1634 lakosa volt. 

## Elhelyezkedése

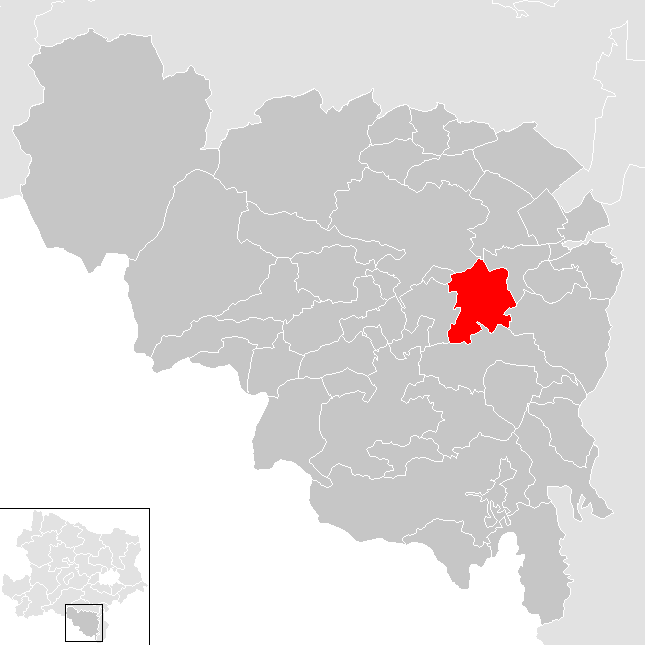
Wartmannstetten a Neunkircheni járásban

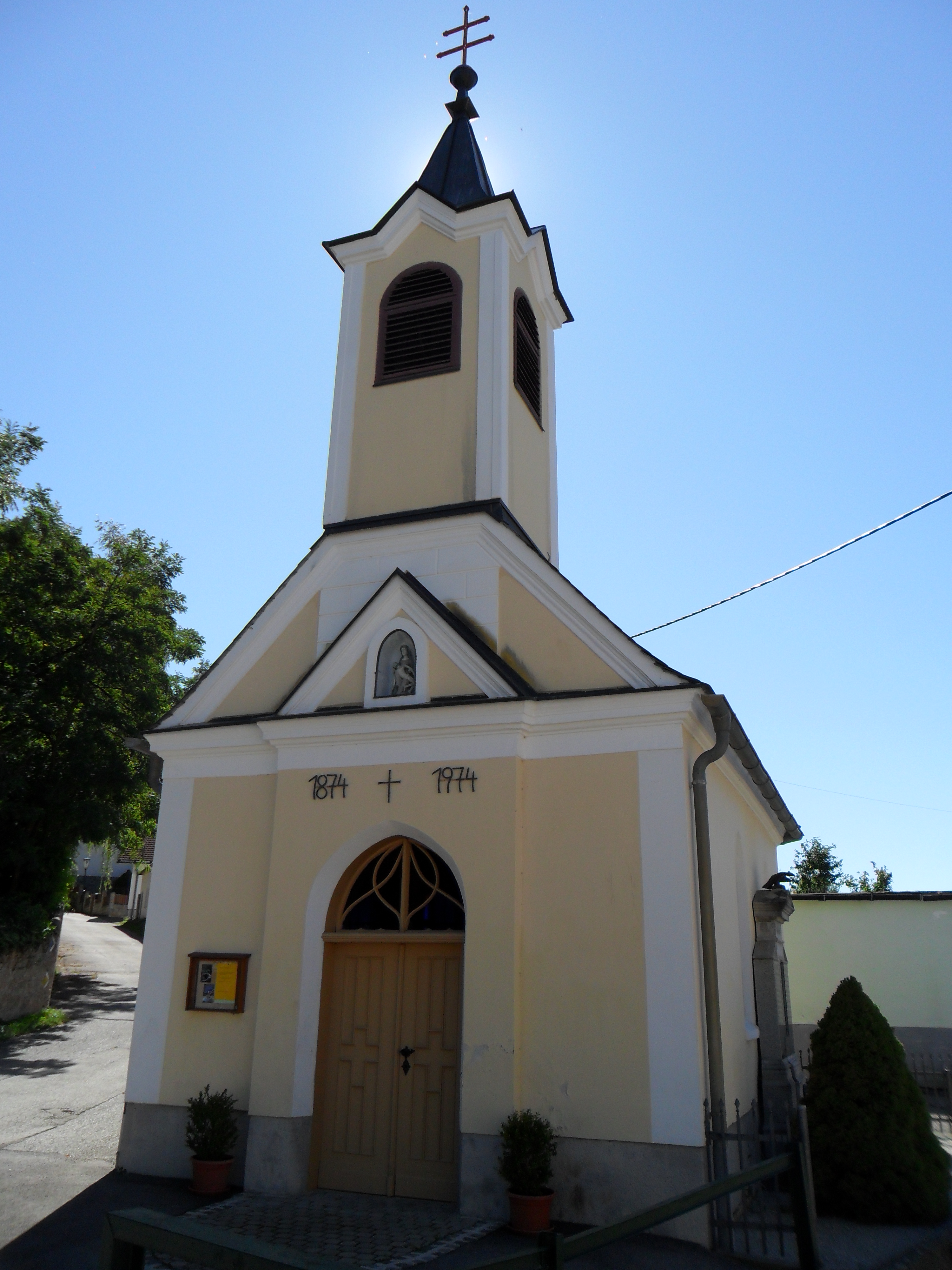
Ramplach kápolnája

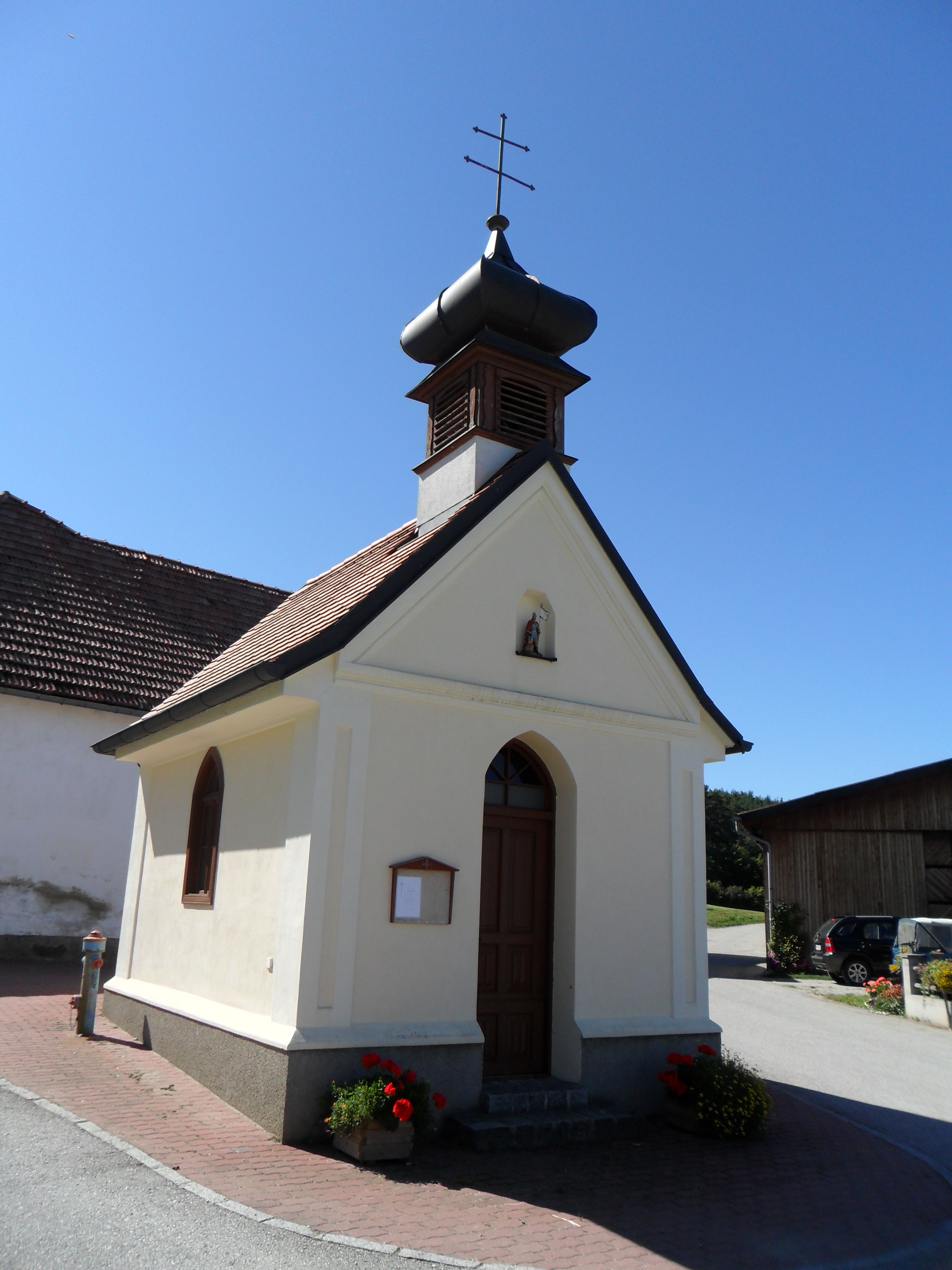
Straßhof kápolnája

Wartmannstetten Alsó-Ausztria Industrieviertel régiójában fekszik a Bucklige Welt dombságának északi részén. Területének 54%-a erdő. Az önkormányzat 8 településrészt, illetve falut egyesít: Diepolz (99 lakos 2019-ben), Gramatl (118), Hafning (137), Ramplach (446), Straßhof (147), Unter-Danegg (90), Wartmannstetten (571) és Weibnitz (26).  
A környező önkormányzatok: északra Neunkirchen északkeletre Natschbach-Loipersbach, keletre Scheiblingkirchen-Thernberg, délre Warth, nyugatra Grafenbach-Sankt Valentin, északnyugatra Wimpassing im Schwarzatale és Ternitz. 

## Története
Wartmannstetten területéről kőkori, bronzkori, kelta és római leletek egyaránt előkerültek. Első írásos említése 1192-ből származik. 
A mai önkormányzat 1971-ben jött létre az addig független Ramplach, Hafning, Straßhof, Unter-Danegg és Wartmannstetten községek egyesülésével. A nagyközség 1992-ben mezővárosi státuszt kapott.      

## Lakosság
A wartmannstetteni önkormányzat területén 2019 januárjában 1634 fő élt. A lakosságszám 1961 és 2001 között közel másfélszeresére nőtt; azóta némi csökkenés tapasztalható. 2017-ben a helybeliek 97,4%-a volt osztrák állampolgár; a külföldiek közül 0,9% a régi (2004 előtti), 1,4% az új EU-tagállamokból érkezett. 2001-ben a lakosok 85,9%-a római katolikusnak, 2,6% evangélikusnak, 2,3% mohamedánnak, 7,6% pedig felekezeten kívülinek vallotta magát. Ugyanekkor 8 magyar élt a mezővárosban.  
A lakosság számának változása:

| 2016 | 1 613 |
| 2018 | 1 605 |

## Látnivalók
- Ramplach kápolnája
- Straßhof kápolnája
- Wartmannstetten kis barokk kápolnája

## Fordítás
- Ez a szócikk részben vagy egészben  a   Wartmannstetten című német Wikipédia-szócikk ezen változatának fordításán alapul.  Az eredeti cikk szerkesztőit annak laptörténete sorolja fel. Ez a jelzés csupán a megfogalmazás eredetét és a szerzői jogokat jelzi, nem szolgál a cikkben szereplő információk forrásmegjelöléseként.